# Monodgnathia colobostruma
Monodgnathia colobostruma är en kräftdjursart som beskrevs av Cohen och Gary C.B. Poore 1994. Monodgnathia colobostruma ingår i släktet Monodgnathia och familjen Gnathiidae. Inga underarter finns listade i Catalogue of Life.